# Hear Music
Hear Music es la marca de Starbucks para la venta y distribución de música. Fue fundada en 1990 como compañía de catálogo en Cambridge, Massachusetts, y posteriormente adquirida por Starbucks en 1999.
La marca Hear Music cuenta actualmente con cuatro componentes: la música que acompaña a cada establecimiento de la marca Starbucks, el canal XM 45 Starbucks, tiendas de marca (inauguradas poco después de la formación del catálogo) y un sello de distribución para sus propias publicaciones.
A día de diciembre de 2006, existían cuatro Starbucks Hear Music Coffeehouses: en Santa Mónica, California, en San Antonio, Texas, en Miami, Florida y en Bellevue, Washington. La primera tienda, actualmente cerrada, se localizó en Berkeley, California. 
Actualmente, Hear Music es uno de los cuarenta principales minoristas orientado a la venta de música. Uno de sus mayores éxitos ha sido el álbum de Ray Charles Genius Loves Company, con un total de 2.860.000 ventas, de las cuales el 25% se registraron en tiendas de Starbucks.
En 2005, Starbucks anunció una asociación con la cantautora Alanis Morissette. En un acuerdo por seis semanas, Morissette anunció la venta de una versión acústica del álbum Jagged Little Pill de forma exclusiva en tiendas Starbucks. La versión acústica fue editada el 13 de junio de 2005 con el pretexto de celebrar el décimo aniversario de la publicación del álbum.
El 31 de julio de 2007, el canal Hear Music XM se suspendió, uniéndose la marca Starbucks al canal 45 para convertirse en Starbucks XM Cafe.

## Creación como sello discográfico
El 12 de marzo de 2007, Starbucks y Concord Music Group lanzaron el sello discográfico Hear Music. El primer artista contratado por el recién creado sello fue el músico británico Paul McCartney, con la publicación del álbum Memory Almost Full el 4 de junio de 2007. El álbum alcanzaría el puesto #3 en las listas de éxitos estadounidensas, logrando el mejor resultado en la carrera musical de McCartney en diez años.
En julio de 2007, el sello contrató a la letrista y cantante canadiense Joni Mitchell y anunció la publicación del primer álbum con nuevo material en diez años, Shine, que sería publicado el 25 de septiembre de 2007.